# Stanley Robinson
Stanley Robinson (Birmingham, Alabama, 14. srpnja 1988.) američki je profesionalni košarkaš. Igra na poziciji niskog krila, a trenutačno je član NBA momčadi Orlando Magica. Izabran je u 2. krugu (59. ukupno) NBA drafta 2010. od strane istoimene momčadi.

## Vanjske poveznice
- Profil na NBA Draft.net
- Profil na ESPN.com